# 金鳴盛
金鳴盛（1899年11月11日—1986年4月4日），字韻和。浙江省紹興縣人。民國37年（1948年）在浙江省第二選區當選第一屆立法委員。

## 生平[1]
- 趙家蘭台小學畢業
- 浙江省立第五中學（紹興）畢業
- 浙江省立法政專門學校政治經濟系畢業
- 浙江省立第三中學（湖州）教員
- 應縣長考試及格
- 派充浙江省政府新政指導員
- 浙江省德清縣縣長
- 浙江省第三區行政專員公署主任秘書
- 立法院憲法草案起草委員會纂修
- 國民出版社編輯
- 浙江省臨時參議會參議員
- 上海市政府法制專門委員
- 紹興縣參議會參議長
- 中國國民黨紹興縣黨部執行委員
- 民國37年，當選立法委員，曾出席第一屆立法院第一會期？？
- 1949年9月24日，發表聲明脫離國民黨
- 浙江省各界人民代表會議代表
- 華東軍政委員會參事室參事
- 1950年，加入中國國民黨革命委員會
- 江蘇省人民政府參事室參事
- 江蘇省律師協會籌備委員會委員
- 江蘇省政協政法組組長
- 江蘇省法學會理事
- 1986年4月4日，病逝於南京市省級機關醫院

## 著作
- 《五權憲法》。薩孟武，梅思平，金鳴盛編。新生命書局。1922.10
- 《民生史觀及三民主義的本體問題》。金鳴盛編。新生命月刊社新生命月刊合訂本第3卷上第1號。1930
- 《省政府應該五權分治麼》。金鳴盛編。新生命月刊社新生命月刊合訂本第3卷下第8號。1930
- 《五權憲法創作論及試擬案》。金鳴盛著。開明書店。1930.01
- 《立法院議訂憲法草案釋義》。金鳴盛編著。立法院。1935
- 《新刑法淺釋》。金鳴盛編著。會文堂新記書局。1935.09
- 《五權憲政論集》。金鳴盛著。中華書局。1936
- 《中華民國憲法草案釋義》。金鳴盛編著。世界書局。1936.11
- 《中華民國訓政約法釋義》。吳經熊、金鳴盛著。會文堂新紀書局。1937
- 《三民主義國民普及版》。孫文著；金鳴盛注釋。國民出版社。1939
- 《憲政與憲法》。金鳴盛著。國民出版社。1940.04
- 《直接民權大綱》。金鳴盛著。國民圖書出版社。1943.05
- 《憲草國民大會問題之研究》。金鳴盛著。勝流半月刊社。1945
- 《地方自治組織及選舉法規解釋彙編》。潘樹藩，金鳴盛編。海南文化社。1946
- 《兩種選舉制度的比較研究》。金鳴盛著。生活·讀書·新知三聯書店。1955.1
- 《現行民法談話》。金鳴盛編著。會文堂新記書局